# Coppa Italia Primavera 1976-1977
La Coppa Italia Primavera 1976-1977 è stata la quinta edizione del torneo riservato alle squadre giovanili iscritte al Campionato Primavera. Il detentore del trofeo era l'Inter.
La vittoria finale è andata all'Inter per la seconda volta consecutiva, la terza volta nella sua storia.